# White County (Georgia)
White County is een county in de Amerikaanse staat Georgia.
De county heeft een landoppervlakte van 626 km² en telt 19.944 inwoners (volkstelling 2000). De hoofdplaats is Cleveland.